# Ноћ вештица (филм из 2018)
Ноћ вештица (енгл. Halloween) је амерички хорор филм из 2018, режисера и сценаристе Дејвида Гордона Грина, 11. у серијалу Ноћ вештица, који представља наставак оригиналног филма Џона Карпентера из 1978. године. Филм игнорише дешавања из свих осталих девет филмова из серијала, осим оригиналног филма, те се тако у улогу Лори Строуд (која је убијена у осмом делу), по пети пут вратила Џејми Ли Кертис. Њој су се у главним улогама придружили: Џуди Грир, као Лорина ћерка Карен, Вил Патон, Анди Матичек, као и Ник Касл који се после 40 година вратио у улогу главног антагонисте, Мајкла Мајерса.
У фебруару 2017. године, Џон Карпентер је најавио да је десети наставак Ноћи вештица у изради и премијеру је заказао за 19. октобар 2018. Такође, најавио је и да ће он лично учествовати у изради филма као ексклузивни продуцент и композитор музике.
Режисер филма, Дејвид Грин, је најавио да ће се од ликова из оригиналног филма појавити и др Самјуел Лумис, који ће имати камео улоге у виду фотографија Доналда Плезенса, архивских снимака и аудио снимака, које ће снимити глумац с веома сличним гласом као Плезенс.
Филм је добио веома позитивне критике, као и одличне оцене на сајтовима попут Rotten Tomatoes-а и IMDb-a. Већина фанова, као и сам Карпентер, тврди да је филм најбољи од свих наставака у серијалу. Оборио је бројне рекорде на благајнама. Оборио је рекорд Вриска, који се 22 године налазио на месту слешера са највећом зарадом. Постао је један од пет хорор филмова са највећом зарадом у историји, пошто му је зарада преко 25 пута већа од буџета.
Филм је био номинован за Награду Сатурн за најбољи хорор филм године, а Џејми Ли Кертис је за улогу Лори Строуд награђена истом наградом за најбољу главну глумицу, што је први пут после 22 године да један слешер филм добије ову награду, док је Кертис постала друга најстарија добитница. У жестокој конкуренцији Кертис је победила Никол Кидман, Емили Блант (Повратак Мери Попинс), Бри Ларсон (Капетан Марвел), Лупиту Њонго, Тони Колет и Октејвију Спенсер. Џон Карпентер је са својим сином Кодијем награђен за најбољу музику у хорор филмовима.
Захваљујући великом финансијском успеху и позитивним реакцијама публике, 19. јула 2019. године, најваљена су још 2 наставка, Ноћ вештица убија и Ноћ вештица 13: Крај Ноћи вештица, којима ће бити комплетирана трилогија Лори Строуд, као што је претходно 80-их и 90-их година прошлог века направљена трилогија доктора Лумиса са четвртим, петим и шестим делом франшизе. Џон Карпентер и Џејми Ли Кертис ће учествовати у стварању оба филма.

## Радња
29. октобра 2018. Мајкла Мајерса, који је четрдесет година затворен у психијатријској болници Смит Гров након свог крвавог пира у Хадонфилду, припремају за премештај у затвор са максималним обезбеђењем. Криминалистичко-документарни подкастери Арон Кори и Дејна Хејнс посете болницу и, током њиховог сусрета, Арон покаже Мајклу маску коју је носио 1978, али то нема никаквог ефекта. Сутрадан, док га премештају, аутобус се слупа, а пацијенти почну да скитају по путу. Због несреће један отац и син се зауставе да виде шта се догађа. Мајкл их обојицу убије, узме њихов камионет и врати се у Хадонфилд.
У Хадонфилду Лори Строуд живи у страху од Мајкла; одала се алкохолу и ретко напушта своју добро обезбеђену кућу. Она има поремећен однос са својом ћерком Карен, коју јој је држава одузела када је имала дванаест година. Алисон, Лорина унука, ипак настоји да одржава однос са својом баком.
Ујутро 31. октобра Мајкл види Арона и Дејну како посећују гроб његове сестре Џудит. Он их следи до бензинске пумпе где их обоје убије, као и аутомеханичара, чије радно одело обуче, пре него што узме натраг своју маску из Ароновог аутомобила. Заменик шерифа Френк Хокинс, који је 1978. ухапсио Мајкла, сазнавши да је он побегао, покушава да убеди шерифа Баркера да је Мајкл опасан. Лори такође сазна за Мајклово бекство и покуша да упозори Карен, али Карен одбаци њену забринутост, терајући је да остави прошлост за собом.
Касније те вечери Алисон затекне свог момка Камерона како је вара на маскенбалу и оде са својим другом Оскаром. У међувремену, док чува дечака по имену Џулијан, Алисонину најбољу другарицу Вики и њеног момка Дејва нападне Мајкл. Дејв је убијен, а Вики жртвује себе да би заштитила Џулијана, који побегне, а на лице места позвана је полиција. Заменик Хокинс и Лори чују за инцидент на радију и оду до куће. Лори види Мајкла први пут после 40 година. Лори упуца Мајкла у раме пре него што овај побегне. Полиција одведе Лори, Карен и њеног мужа Реја у Лорину кућу ради заштите, а један патролни аутомобил остане испред. Заменик Хокинс обећа да ће пронаћи Алисон и вратити је својој породици.
Др Ранбир Сартејн, Мајклов психијатар и бивши студент др Лумиса, убеди шерифа Баркера да му помогне у лову на Мајкла. У међувремену, док Алисон и Оскар одлазе пешице кући са журке, Мајкл убије Оскара, али Хокинс и Сартејн стигну у прави час да избаве Алисон. Заменик Хокинс затим покуша да убије Мајкла, али др Сартејн - који је постао опседнут Мајкловим загонетним мотивима - нападне и остави Хокинса наизглед мртвог. Испостави се да је он инсценирао Мајклово бекство да би га проучавао "у дивљини". Др Сартејн се затим упути ка Лориној кући са онесвешћеним Мајклом и Алисон закључаним заједно на задњем седишту. Мајкл се освести и убије Сартејна, док Алисон побегне са лица места. Мајкл затим на препад убије два полицајца који су испред Лорине куће.
Када Лорин зет Реј изађе напоље да пита полицајце да ли су нашли Алисон, Мајкл га задави на смрт. Лори успева да смести Карен на сигурно пре него што ступи у коначни обрачун са Мајклом. Лори тешко рани Мајкла откинувши му пуцњима неколико прстију, али је он убоде у стомак и гурне је са балкона. Када Мајкл оде да провери Лорино тело, он види да је оно нестало, налик њиховом првом сусрету деценијама раније. Алисон стигне и зове своју баку, намамивши Мајкла и омогућивши Карен да га упуца у вилицу. Лори се одједном изнова појави и нападне Мајкла, заробивши га унутар сигурне собе уз Каренину и Алисонину помоћ. Њих три запале кућу, а Лори каже Мајклу "збогом" пре него што почне да губи свест и омогући својој кћери и унуци да на брзака устопирају возило у пролазу да је превезе у болницу. У завршном кадру подрума у пламену Мајкла нема нигде на видику. У сцени иза одјавне шпице чује се Мајклово дисање, што значи да је преживео.

## Улоге
| Глумац                              | Улога                |
| ----------------------------------- | -------------------- |
| Џејми Ли Кертис                     | Лори Строуд          |
| Џуди Грир                           | Карен Нелсон         |
| Ник Касл Џејмс Џуд Кортни           | Мајкл Мајерс         |
| Анди Матичек                        | Алисон Нелсон        |
| Вил Патон                           | Френк Хокинс         |
| Вирџинија Гарднер                   | Вики                 |
| Тоби Хас                            | Реј Нелсон           |
| Џеферсон Хол                        | Арон Кори            |
| Риан Рис                            | Дејна Хејнс          |
| Мајлс Робинс                        | Дејв                 |
| Дилан Арнолд                        | Камерон Илам         |
| Дру Шијд                            | Оскар                |
| Омар Дорзи                          | шериф Баркер         |
| Роб Нитер                           | заменик шерифа Вокер |
| Џајбријел Нантанбу                  | Џулијан Мориси       |
| Халук Билгинер                      | др Ранбир Сартејн    |
| Доналд Плезенс (арх.с.) Колин Махан | др Самјуел Лумис     |
| Ник Мекивер                         | заменик шерифа Кив   |